# Tània Verge
Tània Verge i Mestre (Reus, 1978) es una politóloga y profesora universitaria española. Desde el 10 de junio de 2024 es diputada en el Parlamento de Cataluña por Esquerra Republicana de Catalunya. De 2021 a 2024 ocupó el cargo de consejera de Igualdad y Feminismos de la Generalidad de Cataluña durante la presidencia de Pere Aragonès.

## Biografía
Licenciada en Ciencias Políticas y de la Administración por la Universidad Pompeu Fabra (2000) tiene un máster en cooperación internacional por la Universidad Carlos III (2001). En 2005 presentó su tesis doctoral en la Universidad Complutense de Madrid titulada  'Partidos y representación política: las dimensiones del cambio en los partidos políticos españoles, 1977-2004', centrada en PSOE, PP y IU.
Es catedrática (laboral) de Ciencia Política en la Universidad Pompeu Fabra, donde dirigió la Unidad de Igualdad entre en 2014 y en 2021. Su investigación se centra en las relaciones de poder de género en la participación y la representación política, así como en las resistencias a la implementación de las políticas de igualdad. Es autora de numerosas publicaciones académicas sobre estas materias.
Ha sido consultora en políticas de igualdad de género de diferentes instituciones, incluyendo el Consejo de Europa, el Instituto Europeo para la Igualdad de Género, el Parlamento de Cataluña y el Síndic de Greuges. También es activista en diferentes espacios feministas, como Ca la Dona y el colectivo #OnSónLesDones o el Espacio Viquidones UPF.
En septiembre de 2017 fue una de las cinco personas designadas para formar parte de la Sindicatura Electoral del referéndum del 1-O.
Militante de Esquerra Republicana de Cataluña desde mayo de 2021, fue Consejera de Igualdad y Feminismos del Gobierno de la Generalidad de Cataluña, liderado por Pere Aragonés de 2021 a 2024.
En junio de 2024 fue candidata a las elecciones autonómicas ocupando el puesto 8 de la lista de Esquerra Republicana de Catalunya por Barcelona logrando un escaño en el Parlamento de Cataluña.

## Publicaciones
- Verge, Tània (2007). Partidos y representación política: Las dimensiones del cambio en los partidos políticos españoles, 1976-2006. Madrid: Centro de Investigaciones Sociológicas El review del llibre va aparèixer a South European Society and Politics 14 (2): 230-31, 2009.
- Verge, Tània (2009). Dones a les institucions polítiques catalanes: El llarg camí cap a la igualtat (1977-2008). Barcelona: Institut de Ciències Polítiques i Socials, Col·lecció Grana.